# Браунингова верзија
„Браунингова верзија“ је југословенски филм из 1973. године. Режирала га је Мира Траиловић, а сценарио је писао Теренс Ретиган.

## Улоге
| Глумац          | Улога |
| --------------- | ----- |
| Божидар Дрнић   |       |
| Милан Гутовић   |       |
| Весна Малохоџић |       |
| Раде Марковић   |       |
| Ружица Сокић    |       |
| Бора Тодоровић  |       |
| Бранимир Замоло |       |